# Zaolzie (Stodoły-Wieś)
Zaolzie – część wsi Stodoły-Wieś w Polsce, położona w województwie świętokrzyskim, w powiecie opatowskim, w gminie Wojciechowice. Wchodzi w skład sołectwa Stodoły-Wieś.
W latach 1975–1998 Zaolzie administracyjnie należało do województwa tarnobrzeskiego.